# Cinderella eonni
Cinderella eonni (hangul: 신데렐라 언니 Sinderella eonni) – południowokoreański serial telewizyjny emitowany na antenie KBS2. Serial był emitowany od 31 marca do 3 czerwca 2010 roku, w środy i czwartki o 21:55, liczy 20 odcinków.

## Obsada
- Moon Geun-young jako Song Eun-jo/Goo Eun-jo
- Seo Woo jako Goo Hyo-sun
- Chun Jung-myung jako Hong Ki-hoon
- Ok Taecyeon jako Han Jung-woo
  - Moon Suk-hwan jako młody Han Jung-woo
- Lee Mi-sook jako Song Kang-sook (matka Eun-jo)
- Kim Kap-soo jako Goo Dae-sung (ojciec Hyo-sun)
- Kang Sung-jin jako Yang Hae-jin
- Choi Il-hwa jako prezes Hong (ojciec Ki-hoona)
- Yeon Woo-jin jako Dong-soo
- Go Se-won jako Hong Ki-jung
- Seo Hyun-chul jako prawdziwa miłość Kang-sook
- Kim Chung jako macocha Ki-hoona

## Ścieżka dźwiękowa
| Cinderella eonni OST | Cinderella eonni OST                                                  | Cinderella eonni OST  | Cinderella eonni OST |
| Nr                   | Tytuł utworu                                                          | Wykonawca             | Długość              |
| -------------------- | --------------------------------------------------------------------- | --------------------- | -------------------- |
| 1.                   | „It Has To Be You” (kor. 너 아니면 안돼)                              | Yesung (Super Junior) |                      |
| 2.                   | „Calling Out” (불러본다)                                              | Luna, Krystal (f(x))  |                      |
| 3.                   | „Smile Again” (스마일 어게인)                                         | Lee Yoon-jong         |                      |
| 4.                   | „Said It Was You” (너 였다고)                                         | JM                    |                      |
| 5.                   | „Look for My Love!” (내 사랑을 구해줘!)                               | Pink Toniq            |                      |
| 6.                   | „Cinderella's Sister Title” (신데렐라언니)                            | Oh Joon-sung          |                      |
| 7.                   | „미소지으면”                                                          |                       |                      |
| 8.                   | „보사노바”                                                            |                       |                      |
| 9.                   | „그때 그 자리에”                                                      |                       |                      |
| 10.                  | „사랑한다면”                                                          |                       |                      |
| 11.                  | „뒷동산”                                                              |                       |                      |
| 12.                  | „Minor Waltz” (마이너 왈츠)                                           |                       |                      |
| 13.                  | „느리게 걷기”                                                         |                       |                      |
| 14.                  | „후회”                                                                |                       |                      |
| 15.                  | „모정”                                                                |                       |                      |
| 16.                  | „Look for My Love! (Rock version)” (내 사랑을 구해줘! (Rock version)) | Pink Toniq            |                      |

## Oglądalność
| No. | Data emisji | Oglądalność | Oglądalność |
| No. | Data emisji | TNmS        | AGB Nielsen |
| --- | ----------- | ----------- | ----------- |
| 1   | 2010.03.31  | 16,7%       | 15,8%       |
| 2   | 2010.04.01  | 16,4%       | 14,5%       |
| 3   | 2010.04.07  | 16,8%       | 16,1%       |
| 4   | 2010.04.08  | 18,0%       | 17,7%       |
| 5   | 2010.04.14  | 19,7%       | 19,1%       |
| 6   | 2010.04.15  | 18,6%       | 18,2%       |
| 7   | 2010.04.21  | 18,5%       | 17,9%       |
| 8   | 2010.04.22  | 19,0%       | 18,0%       |
| 9   | 2010.04.28  | 19,2%       | 18,7%       |
| 10  | 2010.04.29  | 20,8%       | 19,2%       |
| 11  | 2010.05.05  | 18,8%       | 18,3%       |
| 12  | 2010.05.06  | 20,5%       | 19,2%       |
| 13  | 2010.05.12  | 18,1%       | 17,3%       |
| 14  | 2010.05.13  | 18,7%       | 16,7%       |
| 15  | 2010.05.19  | 19,0%       | 17,1%       |
| 16  | 2010.05.20  | 16,8%       | 14,8%       |
| 17  | 2010.05.26  | 23,2%       | 20,2%       |
| 18  | 2010.05.27  | 21,0%       | 19,4%       |
| 19  | 2010.06.02  | 22,3%       | 20,0%       |
| 20  | 2010.06.03  | 22,7%       | 19,4%       |

## Nagrody i nominacje
| Rok  | Ceremonia                       | Nagroda                                         | Nominowany                        | Wynik     |
| ---- | ------------------------------- | ----------------------------------------------- | --------------------------------- | --------- |
| 2010 | BGM Cyworld                     | Hall of Fame                                    | "It Has To Be You"                | Wygrana   |
| 2010 | 5. Cyworld Digital Music Awards | Piosenka miesiąca (kwiecień)                    | "It Has To Be You"                | Wygrana   |
| 2010 | 25. Golden Disk Awards          | Digital Bonsang                                 | "It Has To Be You"                | Wygrana   |
| 2010 | 25. Golden Disk Awards          | Nagroda popularności                            | "It Has To Be You"                | Nominacja |
| 2010 | 2nd Melon Music Awards          | Special Song OST Award                          | "It Has To Be You"                | Nominacja |
| 2010 | 3. Korea Drama Awards           | Najlepsza aktorka                               | Moon Geun-young                   | Nominacja |
| 2010 | 3. Korea Drama Awards           | Najlepsza nowa aktorka                          | Seo Woo                           | Wygrana   |
| 2010 | KBS Drama Awards                | Top Excellence Award, Actor                     | Kim Kap-soo                       | Wygrana   |
| 2010 | KBS Drama Awards                | Top Excellence Award, Actress                   | Moon Geun-young                   | Wygrana   |
| 2010 | KBS Drama Awards                | Top Excellence Award, Actress                   | Lee Mi-sook                       | Nominacja |
| 2010 | KBS Drama Awards                | Excellence Award, Actor in a Mid-length Drama   | Chun Jung-myung                   | Nominacja |
| 2010 | KBS Drama Awards                | Excellence Award, Actress in a Mid-length Drama | Moon Geun-young                   | Nominacja |
| 2010 | KBS Drama Awards                | Najlepszy nowy aktor                            | Ok Taecyeon                       | Nominacja |
| 2010 | KBS Drama Awards                | Najlepsza nowa aktorka                          | Seo Woo                           | Nominacja |
| 2010 | KBS Drama Awards                | Netizens' Award, Actor                          | Ok Taecyeon                       | Nominacja |
| 2010 | KBS Drama Awards                | Netizens' Award, Actress                        | Moon Geun-young                   | Nominacja |
| 2010 | KBS Drama Awards                | Netizens' Award, Actress                        | Seo Woo                           | Nominacja |
| 2010 | KBS Drama Awards                | Popularity Award, Actress                       | Moon Geun-young                   | Wygrana   |
| 2010 | KBS Drama Awards                | Najlepsza para                                  | Moon Geun-young i Chun Jung-myung | Nominacja |
| 2011 | 6. Cyworld Digital Music Awards | Best OST                                        | "It Has To Be You"                | Wygrana   |
| 2011 | 47. Baeksang Arts Awards        | Najlepszy nowy aktor (TV)                       | Ok Taecyeon                       | Nominacja |
| 2011 | 47. Baeksang Arts Awards        | Najlepszy scenariusz (TV)                       | Kim Gyu-wan                       | Nominacja |
| 2011 | 47. Baeksang Arts Awards        | Najpopularniejszy aktor (TV)                    | Ok Taecyeon                       | Nominacja |
| 2011 | 47. Baeksang Arts Awards        | Najpopularniejsza aktorka (TV)                  | Moon Geun-young                   | Wygrana   |